# Eudiscoelius gilberti
Eudiscoelius gilberti är en stekelart som först beskrevs av Turner 1908.  Eudiscoelius gilberti ingår i släktet Eudiscoelius och familjen Eumenidae. Inga underarter finns listade i Catalogue of Life.